# Émile François Fayolle
Émile François Marie Leonce Fayolle (Issoire, 8 settembre 1916 – Dieppe, 19 agosto 1942) è stato un aviatore e militare francese, distintosi in missioni aeree nei reparti delle Forces aériennes françaises libres (FAFL) durante la seconda guerra mondiale, tra le quali le operazioni sul canale della Manica contro il naviglio tedesco, e nell'operazione Jubilee. Nel corso della seconda guerra mondiale ha compiuto 190 missioni belliche, abbattuto 3 velivoli nemici e danneggiati altri 2, e distrutto o danneggiato 25 navi nemiche. Decorato con la Croce di Cavaliere della Legion d'onore, la Croix de guerre 1939-1945 con quattro palme, e la Distinguished Flying Cross britannica.

## Biografia
Nacque nel castello di Saint-Priest a Issoire, nel Puy-de-Dôme, l'8 settembre 1916, figlio di un Martin Pierre ammiraglio del genio navale e della signora Henriette Léonie Suzanne Tézenas. Nipote del Maresciallo di Francia Marie Émile Fayolle, da qui la decisione di chiamarsi sempre François per evitare omonimie con il nonno, frequentò gli studi di ingegneria al Collège Franklin di Parigi. Diplomatosi nel giugno 1938, appassionato del mondo dell'aviazione, nel settembre dello stesso anno decise di arruolarsi nell'Armée de l'air. Frequentò la scuola di pilotaggio di Istres conseguendo il brevetto di pilota nel luglio 1939. Nel successivo mese di ottobre, a seconda guerra mondiale ormai iniziata, fu assegnato alla scuola caccia di Avord, e fu promosso sergente nel mese di dicembre. Nel maggio 1940 fu trasferito alla scuola caccia di Orano, in Algeria, dove lo colse la firma dell'armistizio di Compiègne. Desideroso di continuare la lotta armata contro i tedeschi decise di raggiungere Gibilterra per unirsi agli inglesi.
Il 30 giugno 1940 decollò a bordo di un Caudron Simoun dal campo d'aviazione di la Sénia , insieme al sottotenente Jean Hubert Stourm, e raggiunse Gibilterra da dove proseguì per l'Inghilterra a bordo del peschereccio armato President Houduce. Al suo arrivo a Liverpool, avvenuto il giorno 13 luglio, il giorno successivo assistette alla prima parata delle forze francesi libere. Fu poi assegnato alle Forces aériennes françaises libres venendo selezionato per  servire come pilota da combattimento nella Royal Air Force. Insieme ad altri piloti francesi fu mandato alla base RAF St Athan alla fine del mese, per trasferirsi quindi alla No 1 School of Army Co-operation di Old Sarum il 29 luglio. Passò alla base di Odiham il 10 agosto iniziando a valora sugli addestratori De Havilland Tiger Moth e Hawker Hector. Il giorno 18 dello stesso mese fu trasferito alla No.5 OTU di Aston Down per la conversione agli Hawker Hurricane.
Il 10 settembre 1940 fu assegnato, con il suo compagno François de Labouchere, al No.85 Squadron RAF di stanza a Church Fenton, agli ordini del capo squadrone Peter Townsend. Desideroso di entrare in azione rimase deluso quando il suo reparto fu trasferito in Scozia per essere addestrato alle missioni di caccia notturna. Promosso  adjudant fino al dicembre 1940 compì 4 missioni belliche, venendo trasferito al No.145 Squadron RAF il 3 dello stesso mese, ma tre giorni dopo fu trasferito al No.245 Squadron RAF di North Weald partecipando a una serie di missioni offensive sul canale della Manica, dove il 13 aprile 1941 ingaggiò combattimento con un caccia bimotore Messerschmitt Bf 110 danneggiandolo gravemente.
Dopo trenta missioni di guerra il 1 maggio 1941 fu trasferito al No.242 Squadron RAF di Stapleford Tawney, e nella notte tra il 10 e l'11 maggio 1941, abbatté un bombardiere Heinkel He 111 durante un importante  bombardamento notturno su Londra. Il 1 luglio successivo sposò a Londra, con una cerimonia tenutasi a Westminster, una giovane donna inglese Sybil Monica Clarke che gli diede una bambina. Ritornato al reparto il 17 agosto, pilotando il suo Hurricane Mk.IIC, ingaggiò combattimento con un Messerschmitt Bf 109F dello Jagdgeschwader 26 danneggiandolo con il tiro dei suoi cannoni da 20 mm.
Promosso tenente il 24 settembre, il 14 ottobre fu trasferito al No.611 Squadron RAF a Hornchurch, dove volò sui Supermarine Spitfire Mk.II, e il 10 novembre 1941 entrò in servizio nel Groupe de Chasse “Ile-de-France” (No.340 Squadron) allora in fase di formazione in Scozia.
Il 10 aprile 1942 prese il comando della No.2 Flight “Versailles”, succedendo a Bernard Dupérier. Promosso capitano il 1 maggio 1942, il 3 dello stesso mese con il suo Spitfire Mk.Vb distrusse un caccia Focke-Wulf Fw 190, e il giorno 11, in una missione serale, abbatte un bombardiere Junkers Ju 88D-1. Il 21 maggio fu insignito della Croix de guerre con palma e il 26 luglio 1942 fu uno dei primi francesi liberi a ricevere ad essere insignito della Distinguished Flying Cross.
Nominato squadron leader il 1 agosto 1942, assunse il comando del No.174 Squadron RAF di stanza a Warnwell, equipaggiato con i cacciabombardieri Hawker Hurricane Mk.IIB, secondo aviatore  francese, dopo Jean Demozay, ad essere posto a capo di uno squadron britannico.
Il 19 agosto 1942, durante l'operazione Jubilee su Dieppe, il suo Hurricane Mk.II fu abbattuto dalla contraerea durante un attacco a bassa quota contro una posizione nemica, ed egli rimase ucciso. Il suo corpo venne sepolto nel cimitero militare canadese di Dieppe a Hautot-sur-Mer nella Seine-Maritime in una tomba anonima che riportava solo il suo grado. La salma fu identificata nel 1998.
Nel giugno 1985 l'Armée de l'air ha voluto onorare la memoria di questo pilota intitolandogli la BA 745 di Aulnat.

### Annotazioni
1. ↑  A questo bombardamento parteciparono 500 bombardieri tra Heinkel 111, Junkers 88 e Dornier Do 17 rivelandosi uno dei più distruttivi, tanto da meritarsi l'appellativo di Blitz. Esso causò la morte di 1.436 persone mentre altre 2.000 furono gravemente ferite, La Luftwaffe perse in quella occasione 33 velivoli.
2. ↑  Questo velivolo, codice 4U+GH, apparteneva alla 1.Staffel del Fernaufklärungsgruppe 123. Impegnato in una missione di ricognizione sulla Manica, a bordo vi erano quattro membri dell'equipaggio: il pilota, l’Oberfeldwebel Wilhelm Hollerweger, l'osservatore Leutnant Albert Sauter, l'operatore radio Unteroffizier Günther Gross e il mitragliere Gefreiter Albert Tatan.

### Fonti
1. 1 2 3 4 5 6 7 8 9 10 11 12 13 14 15 16  Ordre de la Liberations.
2. 1 2 3 4 5 6 7  Lecharpeblanche.
3. 1 2 3 4 5 6 7 8 9 10 11 12  Battle of Britain London Monument.